# Pasternik (Skowierzyn)
Pasternik – przysiółek wsi Skowierzyn położony w Polsce,  w województwie podkarpackim, w powiecie stalowowolskim, w gminie Zaleszany.
W latach 1975–1998 przysiółek należał administracyjnie do województwa tarnobrzeskiego.